# Thaumastella
Sous-famille
Genre
Thaumastella est un genre d'insectes hémiptères hétéroptères (punaises), le seul de la sous-famille monotypique des Thaumastellinae, que certains auteurs considèrent comme une famille à part entière, les Thaumastellidae. 
Ce genre compte seulement trois espèces.

## Description
Les Thaumastella ont le corps brunâtre, allongé, avec les bords subparallèles (alors que les autres Cydnidae sont généralement ovales). Elles ont des antennes à cinq segments, mais l'articulation entre le deuxième et le troisième n'est pas mobile. Le clypeus et les plaques mandibulaires n'ont pas de soies rigides sur les bords. Le rostre compte quatre segments, le premier inséré entre des buccules. Le pronotum est peu élargi, le scutellum est triangulaire, non élargi, et n'a pas de trichobothries sur les marges latérales. Comme les autres Cydnidae, elles ont des peignes de soies aux coxa (hanches). Les tibias antérieurs ne sont pas élargis (contrairement aux Amnestinae), les tarses comptent trois segments. Chez les macroptères (T. aradoides), les cories présentent une commissure clavale (comme les Amnestinae mais à la différence des autres Cydnidae au sens restreint). Les aptères (T. namaquensis et T. elizabethae) avec des ailes antérieures réduites ressemblant à celle des staphylins, à la marge postérieure droite, sans membrane. Leur taille est inférieure à 3,5 mm,. 

## Répartition et habitat
Thaumastella aradoides est présente de l'Afrique du Nord à l'Iran (zone paléarctique). Les deux autres espèces, T. namaquensis et T. elizabethae sont présentes en Afrique du Sud dans le Namaqualand et le Richtersveld et en Namibie. Une hypothèse concernant cette répartition est qu'un climat aride ou semi-aride a pu régner en Afrique dans zone formant une ceinture de la Namibie à la Somalie vers la fin du Pléistocène moyen (−780 000 à −126 000 ans) qui aurait permis à Thaumastella de rejoindre le Sud de l'Afrique depuis les zones méditerranéennes (le Sahara formant alors beaucoup moins une barrière qu'aujourd'hui) et de se différencier spécifiquement.
Leur habitat est aride. Pour T. namaquensis, le lieu de la découverte a été décrit comme une pente rocheuse de colline aride, avec des Aloidendron dichotomum au sommet, des Euphorbiaceae et des Mesembryanthemum (Aizoaceae), avec quelques Asteraceae, sur un sol sablonneux avec des espaces découverts. 

## Biologie
On connaît très peu leur biologie. On les trouve au sol où on pense qu'elles se nourrissent de graines, sans qu'on sache de quelles plantes. Lors de sa découverte, T. namaquensis se trouvait dans des petites chambres dans le sol sablonneux mou sous des rochers, avec un groupe de six individus, et deux individus isolés, mélangés avec Lethaeus tartareus, un Rhyparochromidae.  

## Systématique
La première espèce découverte, Thaumastella aradoides, décrite par Horváth en 1896, a été classée dans les Lygaeidae, sous-famille des Artheneinae. Ce n'est qu'en 1960 que G. Seidenstücker observe qu'elle n'a pas d'ovipositeur comme ces derniers, et crée pour elle la sous-famille des Thaumastellinae. Dès 1963, plusieurs chercheurs (Schaefer, Štys et le même Seidenstiicker) établissent simultanément des liens avec les Pentatomoidea. Štys en fait une famille à part entière. En 1981, Dolling la place dans les Cydnidae en raison de ses peignes coxaux, propres à cette famille. Il considère cette espèce comme l'élément le plus primitif de ce groupe. Une analyse phylogénétique à base de séquences d'ADN de 2008 (Grazia et al.) a confirmé la proximité de Thaumastella avec les Cydnidae.
Les deux autres espèces découvertes dans le Sud de l'Afrique l'ont été en 1971 et 1989,.

### Liste des genres et espèces
Selon BioLib (15 juin 2022) :
- genre Thaumastella Horváth, 1896
  - espèce Thaumastella aradoides Horváth, 1896
  - espèce Thaumastella elizabethae Jacobs, 1989
  - espèce Thaumastella namaquensis Schaefer & Wilcox, 1971